# 1975년 오리콘 1위 싱글 목록
일본에서 한 주간 가장 많이 팔린 싱글은 오리콘 주간 차트에 실리며, 이 차트는 오리콘이 발행하는 잡지 《오리스타》에 개제된다. 판매량은 한 주 동안의 각 싱글의 판매량을 기준으로 오리콘이 종합한다.

## 차트 기록
| 발행일    | 싱글                               | 가수                    | 참고                               |
| --------- | ---------------------------------- | ----------------------- | ---------------------------------- |
| 1월 6일   | 「冬の色」                         | 야마구치 모모에         |                                    |
| 1월 13일  | (미발표)                           | (미발표)                |                                    |
| 1월 20일  | 「冬の色」                         | 야마구치 모모에         |                                    |
| 1월 27일  | 「冬の色」                         | 야마구치 모모에         |                                    |
| 2월 3일   | 「はじめての出来事」               | 사쿠라다 준코           |                                    |
| 2월 10일  | 「私鉄沿線」                       | 노구치 고로             | 3주 연속, 1975년 2월 1위           |
| 2월 17일  | 「私鉄沿線」                       | 노구치 고로             | 3주 연속, 1975년 2월 1위           |
| 2월 24일  | 「私鉄沿線」                       | 노구치 고로             | 3주 연속, 1975년 2월 1위           |
| 3월 3일   | 「22才の別れ」                     | 카제                    | 4주 연속, 1975년 3월 1위           |
| 3월 10일  | 「22才の別れ」                     | 카제                    | 4주 연속, 1975년 3월 1위           |
| 3월 17일  | 「22才の別れ」                     | 카제                    | 4주 연속, 1975년 3월 1위           |
| 3월 24일  | 「22才の別れ」                     | 카제                    | 4주 연속, 1975년 3월 1위           |
| 3월 31일  | 「我が良き友よ」                   | 카마야츠 히로시         | 4주 연속, 1975년 4월 1위           |
| 4월 7일   | 「我が良き友よ」                   | 카마야츠 히로시         | 4주 연속, 1975년 4월 1위           |
| 4월 14일  | 「我が良き友よ」                   | 카마야츠 히로시         | 4주 연속, 1975년 4월 1위           |
| 4월 21일  | 「我が良き友よ」                   | 카마야츠 히로시         | 4주 연속, 1975년 4월 1위           |
| 4월 28일  | 「昭和枯れすゝき」                 | 사쿠라와 이치로         | 3주 연속 1975년 1위 1975년 5월 1위 |
| 5월 5일   | 「昭和枯れすゝき」                 | 사쿠라와 이치로         | 3주 연속 1975년 1위 1975년 5월 1위 |
| 5월 12일  | 「昭和枯れすゝき」                 | 사쿠라와 이치로         | 3주 연속 1975년 1위 1975년 5월 1위 |
| 5월 19일  | 「シクラメンのかほり」             | 후세 아키라             | 5주 연속, 1975년 6월 1위           |
| 5월 26일  | 「シクラメンのかほり」             | 후세 아키라             | 5주 연속, 1975년 6월 1위           |
| 6월 2일   | 「シクラメンのかほり」             | 후세 아키라             | 5주 연속, 1975년 6월 1위           |
| 6월 9일   | 「シクラメンのかほり」             | 후세 아키라             | 5주 연속, 1975년 6월 1위           |
| 6월 16일  | 「シクラメンのかほり」             | 후세 아키라             | 5주 연속, 1975년 6월 1위           |
| 6월 23일  | 「港のヨーコ・ヨコハマ・ヨコスカ」 | 다운 타운 부기우기 밴드 | 5주 연속, 1975년 7월 1위           |
| 6월 30일  | 「港のヨーコ・ヨコハマ・ヨコスカ」 | 다운 타운 부기우기 밴드 | 5주 연속, 1975년 7월 1위           |
| 7월 7일   | 「港のヨーコ・ヨコハマ・ヨコスカ」 | 다운 타운 부기우기 밴드 | 5주 연속, 1975년 7월 1위           |
| 7월 14일  | 「港のヨーコ・ヨコハマ・ヨコスカ」 | 다운 타운 부기우기 밴드 | 5주 연속, 1975년 7월 1위           |
| 7월 21일  | 「港のヨーコ・ヨコハマ・ヨコスカ」 | 다운 타운 부기우기 밴드 | 5주 연속, 1975년 7월 1위           |
| 7월 28일  | 「心のこり」                       | 호소카와 타카시         | 4주 연속, 1975년 8월 1위           |
| 8월 4일   | 「心のこり」                       | 호소카와 타카시         | 4주 연속, 1975년 8월 1위           |
| 8월 11일  | 「心のこり」                       | 호소카와 타카시         | 4주 연속, 1975년 8월 1위           |
| 8월 18일  | 「心のこり」                       | 호소카와 타카시         | 4주 연속, 1975년 8월 1위           |
| 8월 25일  | 「想い出まくら」                   | 코사카 쿄코             |                                    |
| 9월 1일   | 「ロマンス」                       | 이와사키 히로미         | 3주 연속, 1975년 9월 1위           |
| 9월 8일   | 「ロマンス」                       | 이와사키 히로미         | 3주 연속, 1975년 9월 1위           |
| 9월 15일  | 「ロマンス」                       | 이와사키 히로미         | 3주 연속, 1975년 9월 1위           |
| 9월 22일  | 「時の過ぎゆくままに」             | 사와다 켄지             | 5주 연속, 1975년 10월 1위          |
| 9월 29일  | 「時の過ぎゆくままに」             | 사와다 켄지             | 5주 연속, 1975년 10월 1위          |
| 10월 6일  | 「時の過ぎゆくままに」             | 사와다 켄지             | 5주 연속, 1975년 10월 1위          |
| 10월 13일 | 「時の過ぎゆくままに」             | 사와다 켄지             | 5주 연속, 1975년 10월 1위          |
| 10월 20일 | 「時の過ぎゆくままに」             | 사와다 켄지             | 5주 연속, 1975년 10월 1위          |
| 10월 27일 | 「『いちご白書』をもう一度」       | 반반                    | 6주 연속, 1975년 11월 1위          |
| 11월 3일  | 「『いちご白書』をもう一度」       | 반반                    | 6주 연속, 1975년 11월 1위          |
| 11월 10일 | 「『いちご白書』をもう一度」       | 반반                    | 6주 연속, 1975년 11월 1위          |
| 11월 17일 | 「『いちご白書』をもう一度」       | 반반                    | 6주 연속, 1975년 11월 1위          |
| 11월 24일 | 「『いちご白書』をもう一度」       | 반반                    | 6주 연속, 1975년 11월 1위          |
| 12월 1일  | 「『いちご白書』をもう一度」       | 반반                    | 6주 연속, 1975년 11월 1위          |
| 12월 8일  | 「センチメンタル」                 | 이와사키 히로미         | 2주 연속, 1975년 12월 1위          |
| 12월 15일 | 「センチメンタル」                 | 이와사키 히로미         | 2주 연속, 1975년 12월 1위          |
| 12월 22일 | 「あの日にかえりたい」             | 아라이 유미             | 2주 연속                           |
| 12월 29일 | 「あの日にかえりたい」             | 아라이 유미             | 2주 연속                           |

## 연간 TOP 10
※ 집계: 1974년 12월 2일 - 1975년 11월 24일
- 1위: 사쿠라와 이치로 「昭和枯れすゝき」
- 2위: 후세 아키라 「シクラメンのかほり」
- 3위: 코사카 쿄코 「想い出まくら」
- 4위: 사와다 켄지 「時の過ぎゆくままに」
- 5위: 다운 타운 부기우기 밴드 「港のヨーコ・ヨコハマ・ヨコスカ」
- 6위: 이와사키 히로미 「ロマンス」
- 7위: 카제 「22才の別れ」
- 8위: 호소카와 타카시 「心のこり」
- 9위: 카마야츠 히로시 「我が良き友よ」
- 10위: 야마구치 모모에 「冬の色」